# Pissaladiera
La pissaladiera (segons l'estandard provençal, pissaladina en occità estàndard, pissaladière en francès, piscialandrea en lígur) és una mena de coca o pizza típica de la zona entre Marsella i Niça, el Var i de la província d'Imperia, dins la regió italiana de Ligúria.
Es creu que fou introduïda a la zona per cuiners romans durant l'època del Papat d'Avinyó. Es pot considerar un típus de pizza, si bé no forma part de la Denominació d'origen de la pizza i hi ha qui creu que les semblances entre els dos no són prou per considerar-la com a tal. La principal diferència és que no s'hi utilitza tomàquet i, per tant, de vegades se'n diu pizza blanca. La massa és de pa i, per tant, més gruixuda que la pizza, tal com ocórre amb la coca catalana. Al damunt, porta sofregit de ceba i anxoves. Tampoc s'hi posa formatge, però a la vila italiana de San Remo s'hi afegeix mozzarella.
El toc de gràcia i el que dona nom al plat és el "pissalat". És una mena de crema salada feta amb sardina i anxova salades. En nissard, dialecte de l'occità se'n diu "peis salat"" (peix salat). També s'hi inclou de vegades les petites olives negres típiques de Niça.
Avui dia se sol servir com a entremeses, però tradicionalment era cuita i venuda de bon matí.